# Episodi di The Powerpuff Girls (serie animata 2016) (seconda stagione)
La seconda stagione della serie animata The Powerpuff Girls è andata in onda negli Stati Uniti dal 3 marzo 2017 su Cartoon Network. In Italia è stata trasmessa in prima visione su Cartoon Network dal 19 giugno 2017.
| nº | Titolo originale                             | Titolo italiano                     | Prima TV USA      | Prima TV Italia   |
| -- | -------------------------------------------- | ----------------------------------- | ----------------- | ----------------- |
| 1  | The Last Donnycorn                           | L'ultimo Dannycorno                 | 3 marzo 2017      | 23 dicembre 2017  |
| 2  | The Last Donnycorn                           | L'ultimo Dannycorno                 | 3 marzo 2017      | 23 dicembre 2017  |
| 3  | Green Wing                                   | Una festa da sballo                 | 10 marzo 2017     | 19 giugno 2017    |
| 4  | 15 Minutes of Fame                           | Il video del gattino                | 17 marzo 2017     | 20 giugno 2017    |
| 5  | Splitsville                                  | Tre pari                            | 24 marzo 2017     | 21 giugno 2017    |
| 6  | Clawdad                                      | Una giornata al lago                | 31 marzo 2017     | 22 giugno 2017    |
| 7  | Super Sweet 6                                | La festa di compleanno              | 30 aprile 2017    | 11 dicembre 2017  |
| 8  | A Star Is Blossom                            | La recita scolastica                | 7 maggio 2017     | 23 giugno 2017    |
| 9  | Mini Golf Madness                            | La pallina della vittoria           | 21 maggio 2017    | 5 dicembre 2017   |
| 10 | Summer Bummer                                | La partita di pallavolo             | 28 maggio 2017    | 7 dicembre 2017   |
| 11 | The Tell Tale Schedulebot                    | Il ritorno di Agendabot             | 4 giugno 2017     | 6 dicembre 2017   |
| 12 | Musclecup                                    | MuscoMolly                          | 11 giugno 2017    | 8 dicembre 2017   |
| 13 | Take Your Kids to Dooms Day                  | Il papà migliore                    | 18 giugno 2017    | 13 dicembre 2017  |
| 14 | The Bubbles-Sitters Club                     | Il club di Dolly-sitter             | 25 giugno 2017    | 12 dicembre 2017  |
| 15 | Buttercup vs. Math                           | La Matatleta                        | 2 luglio 2017     | 4 dicembre 2017   |
| 16 | Home, Sweet Homesick                         | Divertirsi insieme                  | 9 luglio 2017     | 5 marzo 2018      |
| 17 | Memory Lane of Pain                          | L'eroina di tutti                   | 16 luglio 2017    | 14 dicembre 2017  |
| 18 | Spider Sense                                 | Il resort Aranita                   | 23 luglio 2017    | 15 dicembre 2017  |
| 19 | Imagine That                                 | Una fervida immaginazione           | 30 luglio 2017    | 30 dicembre 2017  |
| 20 | Phanstasm Chasm                              | Un buon amico                       | 20 agosto 2017    | 31 dicembre 2017  |
| 21 | Tooth or Consequences                        | Paura del dentista                  | 27 agosto 2017    | 6 gennaio 2018    |
| 22 | Monkey Love                                  | Mojo Jojo innamorato                | 3 settembre 2017  | 30 dicembre 2017  |
| 23 | Bridezilla                                   | Il matrimonio rovinato              | 10 settembre 2017 | 31 dicembre 2017  |
| 24 | Power of Four Part 1: Find Your Bliss        | Trova la tua Bliss                  | 17 settembre 2017 | 30 ottobre 2017   |
| 25 | Power of Four Part 2: Bliss Reminisce        | La sorella ritrovata                | 17 settembre 2017 | 30 ottobre 2017   |
| 26 | Power of Four Part 3: Blisster Sister        | La sorella maggiore                 | 17 settembre 2017 | 30 ottobre 2017   |
| 27 | Power of Four Part 4: Breaking Bliss         | Bliss infrange le regole            | 17 settembre 2017 | 30 ottobre 2017   |
| 28 | Power of Four Part 5: Blisstersweet Symphony | L'unione fa la forza                | 17 settembre 2017 | 30 ottobre 2017   |
| 29 | Midnight at the Mayor's Mansion              | Mezzanotte nella villa del sindaco  | 29 ottobre 2017   | 18 marzo 2018     |
| 30 | You're a Good Man, Mojo Jojo                 | I tre fantasmi                      | 3 dicembre 2017   | 14 settembre 2017 |
| 31 | The Trouble with Bubbles                     | Il clone di Dolly                   | 3 dicembre 2017   | 24 dicembre 2017  |
| 32 | Never Been Blissed                           | UPB: Ufficio Protezione dai Bruti   | 8 aprile 2018     | 15 giugno 2018    |
| 33 | Never Been Blissed                           | UPB: Ufficio Protezione dai Bruti   | 8 aprile 2018     | 15 giugno 2018    |
| 34 | Sugar, Spice and Super Lice                  | Zucchero, cannella e super pidocchi | 15 aprile 2018    | 6 gennaio 2018    |
| 35 | The Buttercup Job                            | L'impresa di Molly                  | 15 aprile 2018    | 7 marzo 2018      |
| 36 | A Slight Hiccup                              | Un lieve singhiozzo                 | 22 aprile 2018    | 8 marzo 2018      |
| 37 | Toy Ploy                                     | Il piano malvagio di Mojo Jojo      | 22 aprile 2018    | 17 marzo 2018     |
| 38 | Derby Dollies                                | La nuova giocatrice                 | 29 aprile 2018    | 18 marzo 2018     |
| 39 | Bubbles the Blue                             | L'Armadanno                         | 29 aprile 2018    | 24 marzo 2018     |
| 40 | Deb O'Nair                                   | Il galateo                          | 6 maggio 2018     | 17 marzo 2018     |
| 41 | Man Up 3: The Good, the Bad, and the Manly   | Questione di barbe                  | 6 maggio 2018     | 6 marzo 2018      |
| 42 | The Blossom Files                            | L'amico alieno                      | 13 maggio 2018    | 24 marzo 2018     |
| 43 | Aliver                                       | La grande sfida                     | 13 maggio 2018    | 16 giugno 2018    |